# Enryaku
Enryaku (japanisch 延暦) ist eine japanische Ära (Nengō) von  September 782 bis Juni 806 nach dem gregorianischen Kalender. Der vorhergehende Äraname ist Ten'ō, die nachfolgende Ära heißt Daidō. Die Ära fällt in die Regierungszeit des Kaisers (Tennō) Kammu. Sie ist die letzte Ära der Nara-Zeit und Beginn der Heian-Zeit.
Der erste Tag der Enryaku-Ära entspricht dem 30. September 782, der letzte Tag war der 7. Juni 806. Die Enryaku-Ära dauerte 25 Jahre oder 8652 Tage.

## Ereignisse
- 782 Rebellion des Higamino Gawatsugu (承和の変, Higami no Gawatsugu no ran), eines Urenkels des Temmu Tennō
- 784 Verlegung der Hauptstadt von Heijō-kyō nach Nagaoka-kyō
- 785 Ermordung von Fujiwara no Tanetsugu
- 788 Gründung des berühmten buddhistischen Tempels Enryaku-ji durch Saichō auf dem Berg Hiei
- 794 Heian-kyō wird Hauptstadt des Landes
- 797 Vollendung der Chronik Shoku Nihongi
- 800–802 Ausbruch des Fuji
- 803 Burg Shiwa wird in der Provinz Mutsu erbaut